# Einheitssystematik für Südtiroler Bibliotheken
Die Einheitssystematik für Südtiroler Bibliotheken (ESSB) ist die in Südtirols öffentlichen Bibliotheken und Schulbibliotheken am weitesten verbreitete Systematik für Sachliteratur. Sie wurde 1982 von der damaligen Büchereistelle des Landes in Bozen veröffentlicht und ist an in ihrer Grundstruktur an die Allgemeine Systematik für Öffentliche Bibliotheken angelehnt. Von 2001 bis 2005 wurde sie gründlich überarbeitet und Anfang 2006 in einer Neufassung veröffentlicht. Seither wird sie einmal jährlich aktualisiert und an die aktuelle Entwicklung angepasst.

## Aufbau
Die ESSB umfasst nur die Sachliteratur, welche in 16 Sachgebiete aufgeteilt wird (Allgemeines, Erdkunde, Geschichte, Haus- und Landwirtschaft, Kunst, Literatur, Medizin, Musik, Naturwissenschaften, Pädagogik, Philosophie, Psychologie, Religion, Sozialwissenschaften und Recht, Sport und Freizeitgestaltung, Technik). Diese Sachgebiete werden durch Zahlen bis zur dritten Gliederungsstufe, jeweils durch einen Punkt getrennt, weiter unterteilt. Eine vollständige ESSB-Notation besteht somit aus den ersten beiden Buchstaben des Sachgebietes und einer Zahlenkombination. Ein Medium zu Pustertaler Landeskunde beispielsweise würde folgender Notation zugeordnet:
| Er 2.2.7   |                           |
| Sachgebiet | Er (Erdkunde, Ethnologie) |
| 1. Ebene   | 2 (Europa)                |
| 2. Ebene   | 2.2 (Südtirol)            |
| 3. Ebene   | 2.2.7 (Pustertal)         |

## Neufassung
Gegen Ende der 90er-Jahre wurde deutlich, dass die bestehende ESSB teilweise veraltet war, vor allem in den Bereichen Gesellschaft, Wissenschaft und Technik. Im Jahr 1999 wurde das Thema auf die Tagesordnung einer Konferenz der Südtiroler Mittelpunktbibliotheken gesetzt. Dort entschied man sich gegen die Einführung von ASB oder Dewey und für eine Überarbeitung der ESSB. Nach einer Fragebogenaktion im Sommer 2000 begannen zwei Mitarbeiterinnen des Landesamtes für Bibliotheken (AfB) und des Bibliotheksverbandes Südtirol im Mai 2001 mit der eigentlichen Arbeit. Jedes Sachgebiet wurde einzeln überarbeitet, von Experten aus dem jeweiligen Gebiet überprüft, den Mittelpunktbibliotheken zur Durchsicht weitergeleitet und in zwei Testbibliotheken (Brixen und Olang) praktisch erprobt. Im Jahr 2005 wurde dieser Prozess abgeschlossen, und die neue ESSB wurde am 1. Januar 2006 veröffentlicht.